# Maltererteppich

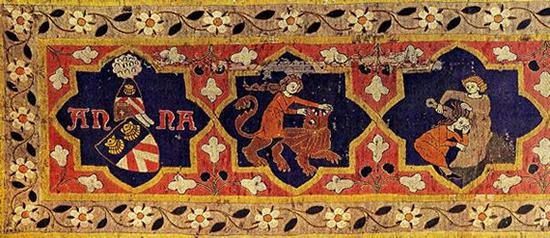
Bilder 1 bis 3 des Maltererteppichs

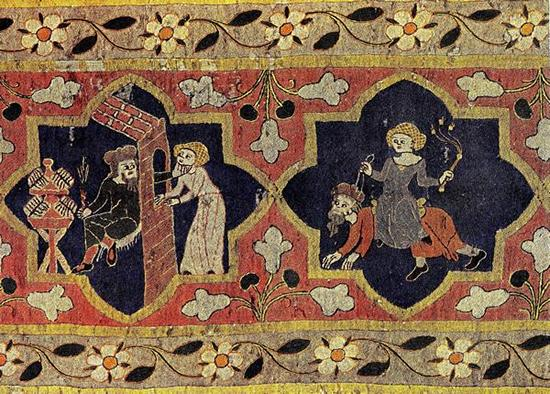
Bilder 4 und 5 des Maltererteppichs

Der Maltererteppich, auch Weiberlistenteppich genannt, ist ein in den Jahren 1320/30 entstandener Bankbehang (z. B. für eine Klosterbank). Er ist 491 cm lang und durchschnittlich 66 cm breit und zeigt in Wollstickerei auf Leinen elf Darstellungen in der Form eines gotischen Vierpasses.
Die auf dem Teppich eingestickten Namen Johannes und Anna weisen auf den Stifter, den Freiburger Johannes Malterer (Vater von Martin Malterer) und seine Schwester Anna hin. Diese ist als Nonne des Freiburger Dominikanerinnen-Klosters St. Katharina urkundlich belegt. Heute befindet sich der Teppich als Dauerleihgabe der Adelhausenstiftung Freiburg in der Schatzkammer des Augustinermuseums der Stadt Freiburg im Breisgau.
Er zeigt verschiedene Motive, bei denen es jeweils um die Minne geht, genauer um die Übertölpelung eines verliebten Mannes durch eine Frau (Topos des Minnesklaven); jede „Geschichte“ wird mit einem guten und einem schlechten Bild dargestellt (ere/leit):
- Bild 1 und Bild 11: Das Wappen der Freiburger Patrizierfamilie Malterer, auf Bild 1 sieht man die Beischrift „Anna“, auf Bild 11 „Johannes“.
- Bild 2: Samson im Kampf mit dem Löwen.
- Bild 3: Philisterin Delila, die Samson die Haare abschneidet und ihm dadurch die Kraft raubt.
- Bild 4: Aristoteles in seiner Studierstube vor einem Bücherpult. Er fasst durch das Fenster hindurch einer davor stehenden Frau ans Kinn.
- Bild 5: Die Frau, Phyllis, benutzt Aristoteles als Reittier, „Aristoteles und Phyllis“ war ein beliebtes Bildmotiv
- Bild 6: Man sieht einen Turm mit Zinne, in einem Fenster des Turms eine Frau. Davor steht ein Mann, der die Dame bei der Hand hält und ihr etwas zuflüstert.
- Bild 7: Das Fenster des Turms ist nun geschlossen, die Dame steht auf der Zinne. Sie hat ein Seil in der Hand, an dem in einem Korb der Mann sitzt und die Arme in flehender Haltung ausgebreitet hat. Es handelt sich um das seit dem 14. Jahrhundert literarisch weit verbreitete Motiv, das den Dichter Vergil als im Korb hängenden, dem Gespött der Öffentlichkeit preisgegebenen Liebhaber stilisiert.
- Bild 8: Eine Quelle und ein Marmorblock sind zu sehen, darauf ein goldenes Becken. Hinter der Quelle sind zwei Kämpfer, über ihnen eine dunkle Wolke: es ist der Kampf zwischen Iwein und Ascalon.
- Bild 9: Die Dienerin Lunete und Iwein stehen vor Königin Laudine, die den Kopf in Trauer gesenkt hat und die Hände gefaltet hat. Mithilfe des Zauberrings erobert Iwein Laudine, die Witwe Askalons.
- Bild 10: Ein Einhorn legt den Kopf in den Schoß einer Frau und symbolisiert die Empfängnis Jesu Christi durch die Jungfrau Maria. Diese Szene steht allein ohne antithetisches Gegenüber und stellt die wahre Minne, die Gottesminne, dar, die als singulär stehende Szene den Vorrang der geistlichen Liebe betont.